# Chiesetta di Santa Maria in Favrega
La chiesetta di Santa Maria in Favrega o dell'Assunzione della Maria Vergine è una chiesa presente a Castelnovo, frazione del comune di Isola Vicentina, in provincia e diocesi di Vicenza.
In origine sotto la parrocchia di San Giorgio di Costabissara, il 29 luglio 1771 è passata sotto la neocreata parrocchia di San Cristoforo di Motta ed è ora di proprietà della famiglia Gasparoni.

## Storia
Sembra che questa chiesetta sia stata costruita intorno al 752 da Sant'Anselmo (già fondatore dell'abbazia benedettina di Nonantola) insieme, o comunque in vicinanza temporale con la chiesa di San Silvestro di Borgo Berga a Vicenza (anche questa costruita dai nonantoliani). Altri sostengono che sia stata eretta nel 1176.
Nel 1131 sorse una lite tra i canonici e i monaci che abitavano nella chiesa di San Silvestro su chi dovesse avere la giurisdizione sulla chiesetta di Santa Maria in Favrega, che venne conclusa nel 1138 quando il vescovo di Vicenza Lotario la donò ai canonici.
Fino alla fine del XII secolo e agli inizi del XIII la chiesa appartenne quindi ai Canonici della Cattedrale di Vicenza come affermato da Papa Urbano III prima e Papa Innocenzo III poi.
Con due diverse bolle papali del 9 giugno 1168 e del 6 giugno 1191 i papi Alessandro III e Celestino III confermavano la chiesetta come proprietà della Badia di Nonantola.
Con l'investitura dei Bissari del feudo di Costa Fabrica nel 1285 l'edificio passò sotto la loro proprietà ed essi incastonarono al centro del pavimento la loro pietra sepolcrale. In questa chiesa, infatti, risultano essere sepolti: nel 1725 la contessa Catterina Pigafetta, vedova del conte Girolamo Bissaro, nel 1736 la contessa Diana Cozza, vedova del conte Ascanio Bissaro, nello stesso anno il conte Girolamo Leonardo Maria figlio del conte Ascanio e nel 1738 il conte Girolamo figlio del conte Ascanio.
Nel 1518 era ufficiata da frate Domenico dell'Ordine di Santa Maria del Monte, nel 1617 non possedeva più alcun beneficio e verso la fine del Settecento era ufficiata per «tutte le feste eccettuate le principali» da un cappellano con una mansione di quattro messe a settimana.
Del conte Ascanio fino alla metà del XVIII secolo, dopo l'estinzione della famiglia Bissari passò alla famiglia Biego.

## Descrizione
Originariamente con l'abside semicircolare rivolto verso oriente, in seguito ad alcuni lavori di ingrandimento nel 1888, la direzione cambia a tramontana e mezzogiorno. A sinistra del nuovo ingresso venne costruito il campanile, mentre a destra la sacrestia. Tra il 1924 e il 1925 venne ristrutturato il soffitto.

### LaPietà
Presente nell'altare maggiore del nuovo coro, l'immagine della Pietà è stata fino al 1892 nel suo storico posto nel fianco destro della vecchia abside. Alla Vergine di tale Pietà sembra esser stato legato per lungo tempo un forte culto popolare la cui presenza ha permesso alla chiesetta di essere più volte sostenuta dalla devozione del popolo e dal dono di molti benefattori.